# مجزرة معهد الكهرباء في حريتان
مجزرة معهد الكهرباء في حريتان هي مجزرة ارتكبتها ميليشيات تنظيم الدولة الإسلامية في العراق والشام (داعش) في 14 فبراير (شباط) 2014 في سوريا خلال الحرب الأهلية السورية.

## المجزرة
قبل الانسحاب الكامل لحهاديو تنظيم الدولة الإسلامية في العراق والشام (داعش) من قرية حريتان التي كانت بمثابة المعقل الرئيسي لميليشيات التنظيم في شمال غرب مدينة حلب، تحت ضغط الثوار السوريين في 14 فبراير (شباط) 2014، أعدم مقاتلو تنظيم داعش في معهد كهرباء المدينة ما يقرب من مائة شخص معظمهم من المدنيين الموالين للمعارضة السورية، والذين أسرهم الجهاديون المنتمون لتنظيم الدولة الإسلامية واحتجزوهم في سوريا. وفي اليوم نفسه، تم اكتشاف حوالي ستين جثة في مقبرة جماعية في المنطقة المجاورة مباشرة لمبنى المعهد. كان جمال قدور المخترع الذي طور مناظير وبنادق دقيقة وأسلحة تعمل عن بعد للجيش السوري الحر من بين ضحايا مجزرة معهد الكهرباء في حريتان.